# Hoplismenus lamprolabus
Hoplismenus lamprolabus là một loài tò vò trong họ Ichneumonidae.